# Павленко, Михаил Павлович
Михаил Павлович Павленко (21 ноября 1910 — 17 октября 1980) — разведчик 58-го гвардейского кавалерийского полка командир разведывательного взвода 62-го и 58-го гвардейских кавалерийских полков 16-й гвардейской Черниговской кавалерийской дивизии, сформированной в декабре 1941 года в городе Уфе, как 112-я Башкирская кавалерийская дивизия, 7-го гвардейского кавалерийского корпуса 1-го Белорусского фронта, гвардии старшина. Полный кавалер ордена Славы.

## Биография
Родился 21 ноября 1910 года в селе Сотниковское ныне Благодарненского района Ставропольского края.
В Красной Армии с ноября 1941 года. На фронте в Великую Отечественную войну с ноября 1942 года.
12 апреля 1944 года в бою за город Владимир-Волынский Волынской области Украины из личного оружия истребил свыше десяти немцев. С группой бойцов кавалерист-разведчик отразил вражескую атаку, не допустив прорыва противника на командный пункт полка. За мужество и отвагу, проявленные в боях, 14 мая 1944 года гвардии старшина Павленко Михаил Павлович награждён орденом Славы 3-й степени.
12 августа 1944 года переправился через реку Висла в районе населённых пунктов Подстолице, Кобыльница, расположенных в 12-15-и километрах юго-западнее польского города Ласкажев и захватил в плен нескольких немцев. В боях гвардии старшина Павленко М. П. вынес с поля боя восемь тяжелораненых бойцов, и несмотря на то что сам был ранен, — остался в строю. 7 декабря 1944 года награждён орденом Славы 2-й степени.
20-29 апреля 1945 года во главе разведчиков неоднократно проникал в расположение противника в районе городов Ораниенбург и Бранденбург Германия, уничтожив большое количество вражеских солдат и офицеров.
Указом Президиума Верховного Совета СССР от 31 мая 1945 года за образцовое выполнение заданий командования старшина Михаил Павлович Павленко награждён орденом Славы 1-й степени, став полным кавалером ордена Славы.
Скончался 17 октября 1980 года.